# BV De Graafschap in het seizoen 1970/71
Het seizoen 1970/1971 was het 17e jaar in het bestaan van de Doetinchemse betaaldvoetbalclub De Graafschap. De club kwam uit in de Nederlandse Eerste divisie en eindigde daarin op de 16e plaats. Tevens deed de club mee aan het toernooi om de KNVB beker, hierin werd in de eerste ronde, na verlenging, verloren van NOAD (2–3).

## Wedstrijdstatistieken

### Eerste divisie
|       | Blauw-Wit | FC Den Bosch '67 | SC Cambuur | D.F.C | Fortuna SC | GVAV  | Heerenveen | Helmond Sport | Heracles | HVC   | SVV   | Veendam | Vitesse | Wageningen | Willem II |
| ----- | --------- | ---------------- | ---------- | ----- | ---------- | ----- | ---------- | ------------- | -------- | ----- | ----- | ------- | ------- | ---------- | --------- |
| Thuis | 2 – 1     | 0 – 1            | 1 – 1      | 2 – 2 | 3 – 1      | 0 – 2 | 2 – 2      | 2 – 2         | 1 – 2    | 2 – 0 | 2 – 1 | 1 – 1   | 1 – 2   | 0 – 2      | 2 – 0     |
| Uit   | 0 – 0     | 2 – 0            | 3 – 1      | 4 – 0 | 0 – 1      | 0 – 0 | 1 – 3      | 1 – 0         | 2 – 1    | 1 – 0 | 3 – 0 | 1 – 0   | 0 – 0   | 2 – 0      | 2 – 1     |

### KNVB beker
| 1e ronde                                          | De Graafschap                     | 2 – 3 (0 – 1, 1 – 1) Na verlenging | NOAD                                                |
| 15 augustus 1970 Plaats: Doetinchem De Vijverberg | Sietze Veen 57' Karel Melaard 98' |                                    | 32' Theo Netten 97' Bart Stovers 112' Piet van Dijk |

## Statistieken De Graafschap 1970/1971

### Eindstand De Graafschap in de Nederlandse Eerste divisie 1970 / 1971
| Stand | Gespeeld | Gewonnen | Gelijk | Verloren | Punten | Doelpunten voor | Doelpunten tegen |
| ----- | -------- | -------- | ------ | -------- | ------ | --------------- | ---------------- |
| 16e   | 30       | 7        | 8      | 15       | 22     | 28              | 42               |

### Topscorers
| #                 | Naam             | Goal |
| ----------------- | ---------------- | ---- |
| 1.                | Sietze Veen      | 8    |
| 2.                | Marcel Broecks   | 6    |
| 3.                | Chris Geutjes    | 5    |
| 4.                | Henk Overgoor    | 2    |
| 5.                | Harry van Buuren | 1    |
| 5.                | Henk Jansen      | 1    |
| 5.                | Bert Kempers     | 1    |
| 5.                | Rob Lelieveld    | 1    |
| 5.                | Egbert ter Mors  | 1    |
| 5.                | Roel Zaaijer     | 1    |
| Onbekend doelpunt |                  |      |
| –                 | Onbekend         | 1    |
| Totaal            | Totaal           | 28   |

| #      | Naam          | Goal |
| ------ | ------------- | ---- |
| 1.     | Karel Melaard | 1    |
| 1.     | Sietze Veen   | 1    |
| Totaal | Totaal        | 2    |